# Pedometer

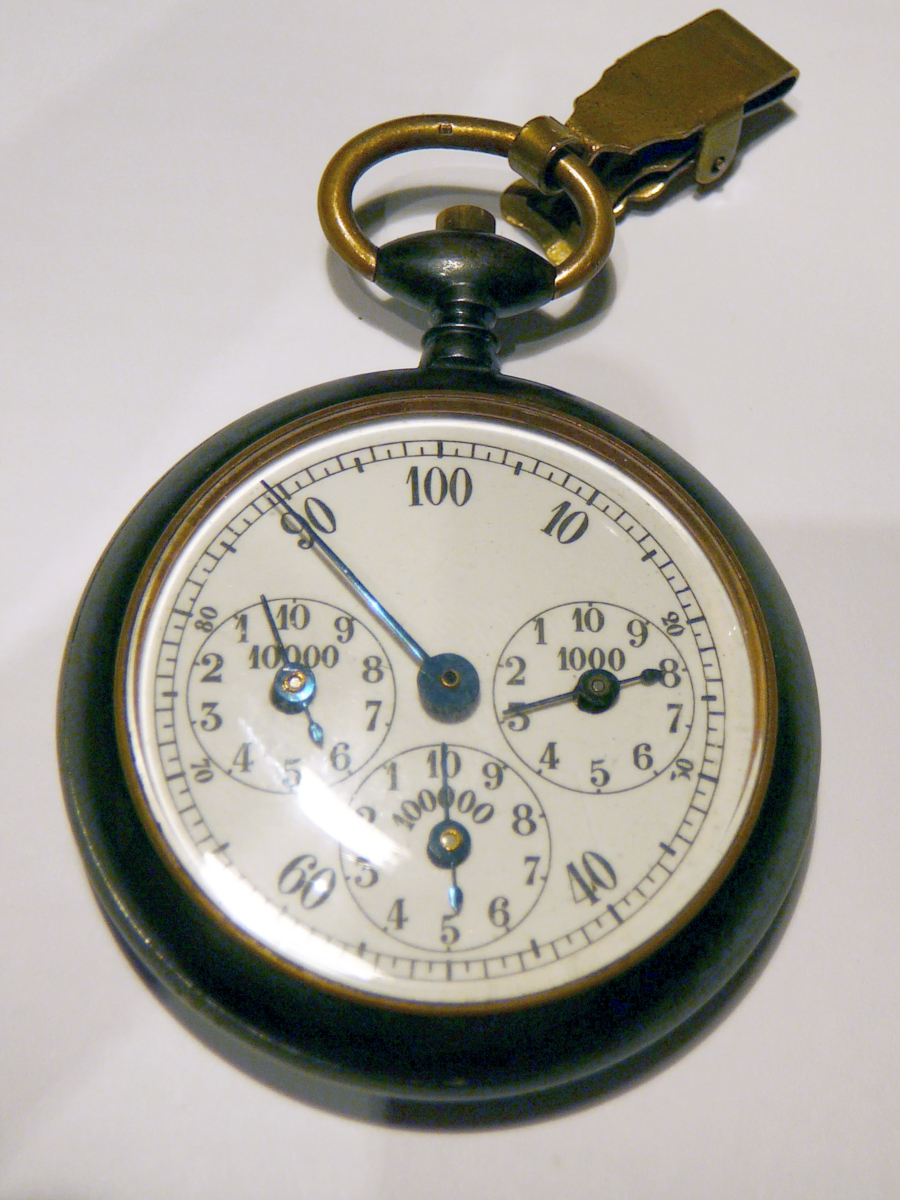
Mechanisches Pedometer

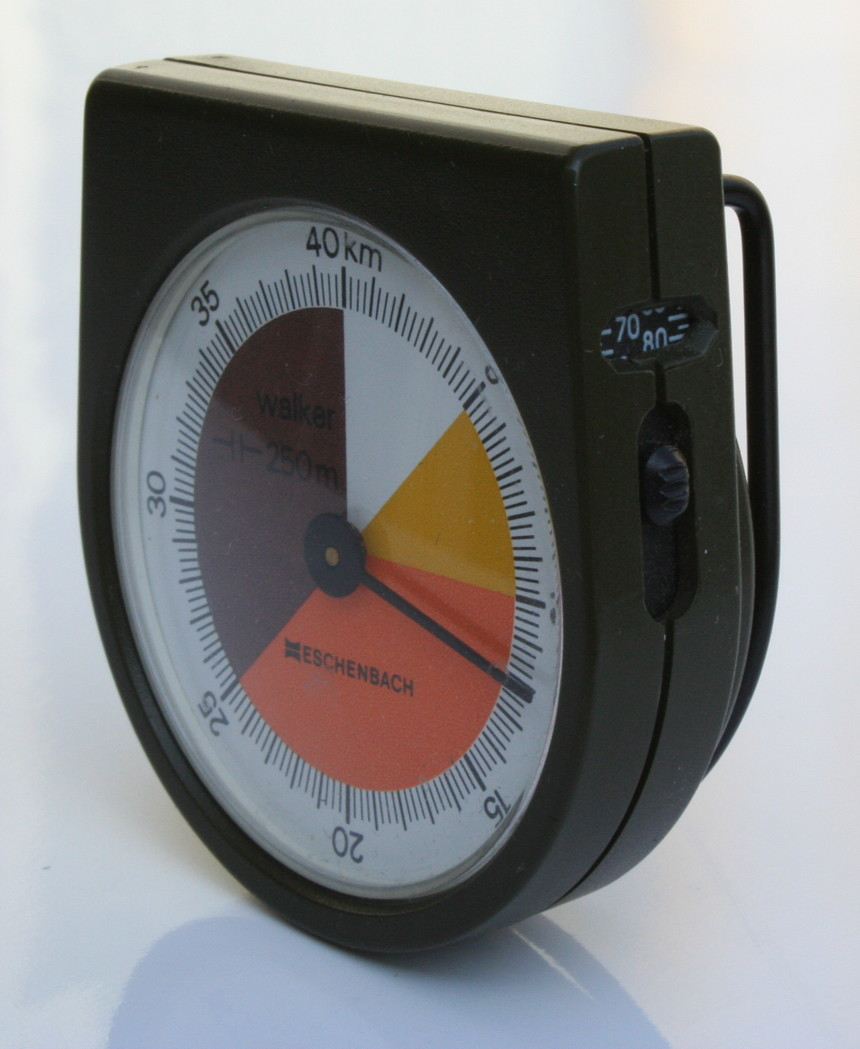
Mechanisches Pedometer mit Clip zum Anhängen. Mit dem Schiebeschalter auf der Seite stellt man die Schrittweite ein.

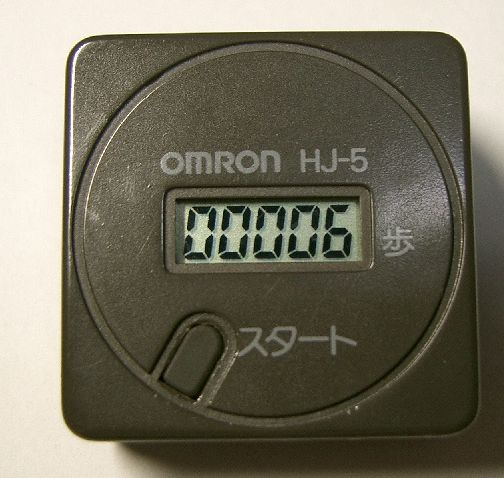
Elektronisches Pedometer

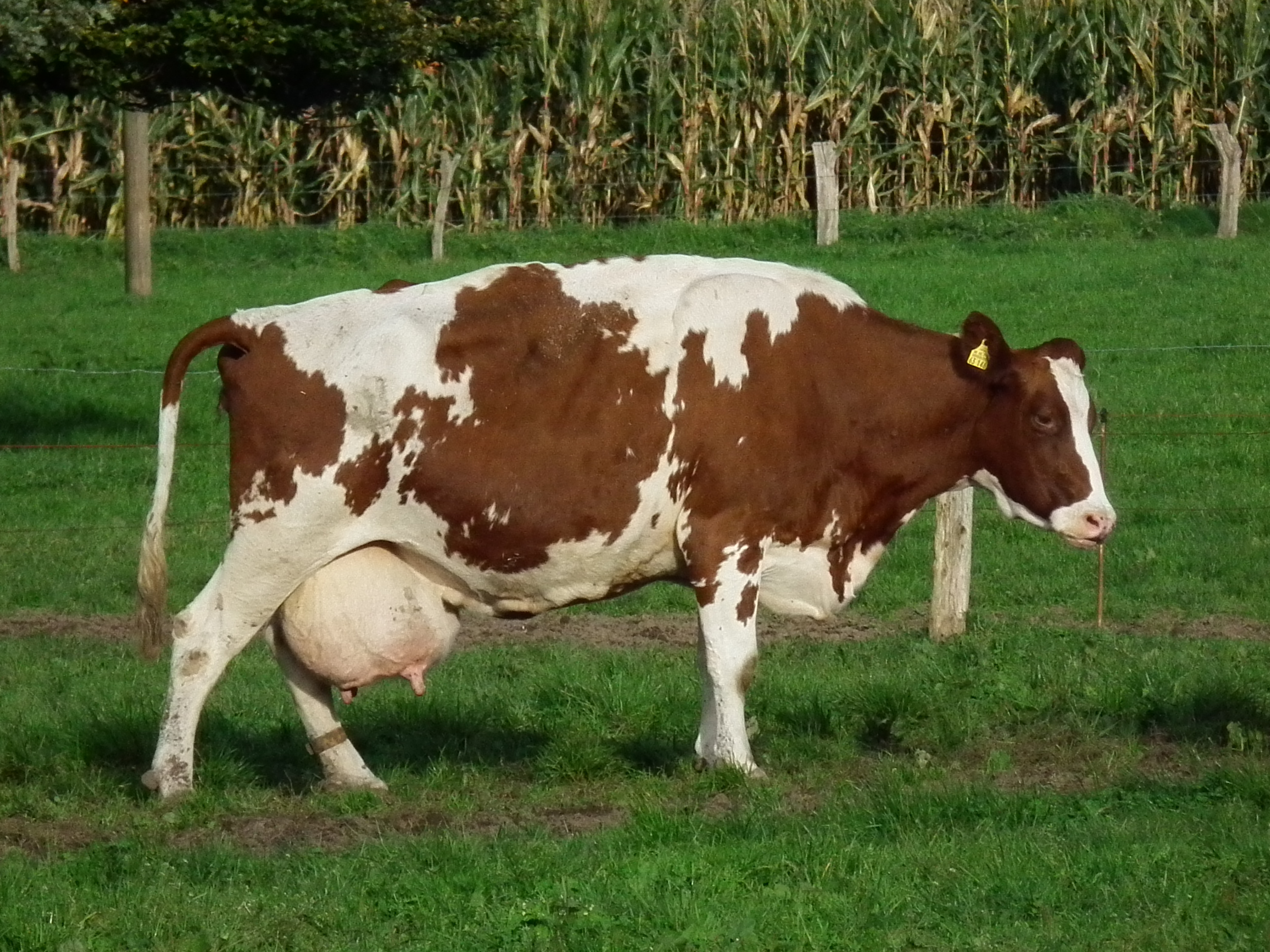
Kuh mit Pedometer an ihrem linken Hinterbein

Ein Pedometer oder ein Schrittzähler ist ein kleines mechanisches oder elektronisches Gerät zum Zählen von Schritten, das der Träger an einem Gürtel oder am Hosenbund befestigt. Bei Tieren wird ein Pedometer meist an den Beinen angebracht.
Als Erfinder der mechanischen Schrittzähler gilt der Schweizer Uhrmacher Abraham-Louis Perrelet. Er baute sein Gerät erstmals 1780. Sie besaßen rechteckige Gehäuse und hatten auf dem Deckel meist vier Zifferblätter, die es möglich machten, bis zu 10.000 Schritte zu zählen.
Moderne Activity Tracker sowie Smartphones enthalten ebenfalls die Funktion „Schrittzähler“.

## Prinzip
Die gelaufenen Schritte des Trägers werden gezählt und angezeigt und ggf. abgespeichert. Da jede passende Bewegung bzw. Erschütterung vom Gerät als Schritt interpretiert wird, können mehr oder weniger leicht Fehlzählungen auftreten. Die Genauigkeit der Zählung ist wegen dieses systematischen Fehlers sehr schwankend.
Moderne Pedometer zeigen auch die Netto-Gehzeit und die zurückgelegte Wegstrecke an, wenn vorher die durchschnittliche Schrittlänge bestimmt und eingegeben wird. Stehzeiten werden nicht gezählt und erkannt, sobald 1–2 Doppelschritte entfallen. Manche Modelle erlauben auch eine ungefähre Berechnung des Energieumsatzes, wozu das Körpergewicht einzugeben ist.

## Anwendungen
Häufig von Wanderern und Sportlern genutzt, gewinnt der Schrittzähler zunehmend auch in Zusammenhang mit gesundheitlicher Prävention an Bedeutung. Neben der Kontrolle des täglichen Bewegungsverhaltens soll er im Bereich der gesundheitlichen Prävention vor allem das Bewusstsein für das eigene Bewegungsverhalten steigern und zu zusätzlicher Bewegung motivieren. Die Effektivität wurde 2014 in einer Studie unter Beweis gestellt, mit dem Ergebnis, dass der Schrittzähler Menschen dazu motivieren kann, sich mehr zu bewegen und dadurch das Risiko für Herz-Kreislauf-Erkrankungen zu senken. Pro zusätzlichen 2.000 Schritten täglich kann das Risiko für kardiovaskuläre Ereignisse um 8 Prozent gesenkt werden.
In der Landwirtschaft wird es bei der Milchviehhaltung eingesetzt, um über die gemessene Schrittzahl Rückschlüsse auf die Aktivität der Tiere ziehen zu können und damit zusätzliche Informationen über den Brunstzyklus der Tiere zu bekommen. Der Pedometer wird dafür oberhalb der Klaue angebunden.
Forschungsreisende der vorigen Jahrhunderte mussten in der Wildnis immer ihren ungefähren Standort kennen, um das Lager wiederzufinden. Dazu mussten die Himmelsrichtung und die Schrittzahl notiert werden.